# (1722) Goffin
(1722) Goffin – planetoida z pasa głównego asteroid okrążająca Słońce w ciągu 3 lat i 362 dni w średniej odległości 2,52 au. Została odkryta 23 lutego 1938 w Observatoire Royal de Belgique w Uccle przez Eugène’a Delporte. Nazwa planetoidy pochodzi od Edwina Goffina, belgijskiego astronoma. Przed nadaniem nazwy planetoida nosiła oznaczenie tymczasowe (1722) 1938 EG.